# C*-dynamisches System
C*-dynamische Systeme werden im mathematischen Teilgebiet der Funktionalanalysis untersucht. Es handelt sich um eine Konstruktion, mit der man aus einer C*-Algebra und einer lokalkompakten Gruppe, die in gewisser Weise auf der C*-Algebra operiert, eine neue C*-Algebra gewinnt. Diese Konstruktion verallgemeinert die klassischen dynamischen Systeme, bei denen die Gruppe der ganzen Zahlen auf einem kompakten Hausdorffraum operiert. Der Prototyp eines C*-dynamischen Systems ist die irrationale Rotationsalgebra.

## Definition
Unter einem C*-dynamischen System versteht man ein Tripel {\displaystyle (A,G,\alpha )} bestehend aus einer C*-Algebra {\displaystyle A}, einer lokalkompakten Gruppe {\displaystyle G} und einem Homomorphismus {\displaystyle \alpha \colon G\rightarrow \mathrm {Aut} (A),s\mapsto \alpha _{s}} von {\displaystyle G} in die Gruppe der *-Automorphismen von {\displaystyle A}, so dass alle Abbildungen {\displaystyle G\rightarrow A,s\mapsto \alpha _{s}(a),\,a\in A} stetig sind. (Unter Morphismen auf C*-Algebren versteht man stets solche, die auch die Involution erhalten; man schreibt nur {\displaystyle \mathrm {Aut} (A)}, es sind aber *-Automorphismen gemeint.)
Der einfachste und für viele Anwendungen wichtige Fall ist {\displaystyle G=\mathbb {Z} }. Da die Gruppe {\displaystyle \mathbb {Z} } diskret ist, entfällt die Stetigkeitsbedingung. Ferner ist {\displaystyle \alpha } bereits durch {\displaystyle \alpha _{1}\in \mathrm {Aut} (A)} festgelegt. Ein C*-dynamisches System mit Gruppe {\displaystyle \mathbb {Z} } ist also nichts weiter als eine C*-Algebra mit einem ausgezeichneten Automorphismus.

## Kovariante Darstellungen
Bekanntlich kann man sowohl C*-Algebren als auch lokalkompakte Gruppen auf Hilberträumen darstellen. Ist {\displaystyle (A,G,\alpha )} ein C*-dynamisches System und sind {\displaystyle \pi \colon A\rightarrow B(H)} eine Hilbertraum-Darstellung von {\displaystyle A} und {\displaystyle u\colon G\rightarrow B(H),s\mapsto u_{s}} eine unitäre Darstellung von {\displaystyle G} auf demselben Hilbertraum, so nennt man das Paar {\displaystyle (\pi ,u)} eine kovariante Darstellung, falls
{\displaystyle \pi (\alpha _{s}(a))=u_{s}\pi (a)u_{s}^{*}} für alle {\displaystyle a\in A} und {\displaystyle s\in G}.
Mittels einer kovarianten Darstellung wird also die durch {\displaystyle \alpha } vermittelte Gruppenoperation von {\displaystyle G} auf {\displaystyle A} durch  unitäre Operatoren dargestellt.

## Das Kreuzprodukt
Ist {\displaystyle (A,G,\alpha )} ein C*-dynamisches System, so definiert man auf dem Raum {\displaystyle K(A,G,\alpha )} der stetigen Funktionen {\displaystyle G\rightarrow A} mit kompaktem Träger für {\displaystyle x,y\in K(A,G,\alpha )} und {\displaystyle \beta \in \mathbb {C} }:
- {\displaystyle (\beta x)(t):=\beta x(t)}
- {\displaystyle (x+y)(t):=x(t)+y(t)}
- {\displaystyle (x\star y)(t):=\int _{G}x(s)\alpha _{s}(y(s^{-1}t))\,\mathrm {d} \mu (s)}
- {\displaystyle (x^{*})(t):=\Delta (t)^{-1}\alpha _{t}(x(t^{-1})^{*})}
- {\displaystyle \|x\|_{1}:=\int _{G}\|x(s)\|\,\mathrm {d} \mu (s)}

Dabei ist {\displaystyle t\in G}, {\displaystyle \mu } ein links-Haarsches Maß auf {\displaystyle G} und {\displaystyle \Delta } die modulare Funktion von {\displaystyle G}.
Man rechnet nach, dass {\displaystyle K(A,G,\alpha )} durch diese Definitionen zu einer normierten Algebra mit isometrischer Involution wird. Das von {\displaystyle \alpha } abhängige Produkt {\displaystyle \star } nennt man Kreuzprodukt. Die Vervollständigung ist dann eine Banach-*-Algebra, die mit {\displaystyle L^{1}(A,G,\alpha )} bezeichnet wird.
Ist {\displaystyle (\pi ,u)} eine kovariante Darstellung des C*-dynamischen Systems {\displaystyle (A,G,\alpha )} auf einem Hilbertraum {\displaystyle H}, so wird durch
{\displaystyle (\pi \times u)(x):=\int _{G}\pi (x(t))u_{t}\,\mathrm {d} \mu (t),\quad x\in L^{1}(A,G,\alpha )}
eine nicht-degenerierte Hilbertraum-Darstellung von {\displaystyle L^{1}(A,G,\alpha )} definiert. Ist umgekehrt eine nicht-degenerierte Hilbertraum-Darstellung von {\displaystyle L^{1}(A,G,\alpha )} gegeben, so gibt es genau eine kovariante Darstellung des C*-dynamischen Systems, so dass sich die gegebene *-Darstellung gemäß obiger Formel ergibt. Die Kenntnis aller kovarianten Darstellungen des C*-dynamischen Systems entspricht daher der Kenntnis aller nicht-degenerierten *-Darstellungen der zugehörigen {\displaystyle L^{1}}-Algebra.
Die einhüllende C*-Algebra von {\displaystyle L^{1}(A,G,\alpha )} wird mit {\displaystyle C^{*}(A,G,\alpha )} oder {\displaystyle A\ltimes _{\alpha }G} bezeichnet und heißt das Kreuzprodukt des C*-dynamischen Systems. Die kovarianten Darstellungen eines C*-dynamischen Systems führen somit zu nicht-degenerierten Hilbertraum-Darstellungen von {\displaystyle A\ltimes _{\alpha }G} und umgekehrt.
Ist speziell {\displaystyle A=\mathbb {C} }, so operiert jede lokalkompakte Gruppe {\displaystyle G} trivial auf {\displaystyle \mathbb {C} }, das heißt {\displaystyle \alpha _{s}=\mathrm {id} _{\mathbb {C} }} für alle {\displaystyle s\in G}, und obige Konstruktion liefert die Gruppen-C*-Algebra {\displaystyle C^{*}(G)}. Die Konstruktion des Kreuzproduktes verallgemeinert daher die Konstruktion der Gruppen-C*-Algebra.

## Das reduzierte Kreuzprodukt
Wie im Falle der Gruppen-C*-Algebren betrachtet man auch für C*-dynamische Systeme {\displaystyle (A,G,\alpha )} linksreguläre Darstellungen, allerdings erhält man hier für jede gegebene Hilbertraum-Darstellung von {\displaystyle A} eine solche.
Ist {\displaystyle \pi \colon A\rightarrow B(H)} eine Hilbertraum-Darstellung von {\displaystyle A}, so konstruiert man eine kovariante Darstellung {\displaystyle ({\tilde {\pi }},\lambda )} auf dem Hilbertraum {\displaystyle L^{2}(G,H)} aller messbaren Funktionen {\displaystyle \xi \colon G\rightarrow H} mit {\displaystyle \textstyle \int _{G}\|\xi (t)\|^{2}\,\mathrm {d} \mu (s)<\infty } durch folgende Formeln:
- {\displaystyle ({\tilde {\pi }}(a)\xi )(t)=\pi (\alpha _{t^{-1}}(a))(\xi (t))}
- {\displaystyle (\lambda _{s}\xi )(t)=\xi (s^{-1}t)},

wobei {\displaystyle a\in A}, {\displaystyle s,t\in G} und {\displaystyle \xi \in L^{2}(G,H)}. Man rechnet nach, dass hierdurch tatsächlich eine kovariante Darstellung definiert ist.
Ist nun speziell {\displaystyle \pi _{u}\colon A\rightarrow H_{u}} die universelle Darstellung von {\displaystyle A}, so heißt der Normabschluss von {\displaystyle ({\tilde {\pi _{u}}}\times \lambda )(L^{1}(A,G,\alpha ))} in {\displaystyle B(L^{2}(G,H_{u}))} das reduzierte Kreuzprodukt des C*-dynamischen Systems; dieses wird mit {\displaystyle C_{r}^{*}(A,G,\alpha )} oder {\displaystyle A\ltimes _{\alpha r}G} bezeichnet.
Betrachtet man wieder den Spezialfall {\displaystyle A=\mathbb {C} } mit der trivialen Operation der Gruppe {\displaystyle G}, so liefert die Konstruktion des reduzierten Kreuzproduktes genau die reduzierte Gruppen-C*-Algebra.
Da die kovariante Darstellung {\displaystyle ({\tilde {\pi }},\lambda )} zu einer *-Darstellung des Kreuzproduktes {\displaystyle A\ltimes _{\alpha }G} führt, erhält man einen surjektiven Homomorphismus {\displaystyle A\ltimes _{\alpha }G\rightarrow A\ltimes _{\alpha r}G}, den man ebenfalls die linksreguläre Darstellung nennt. Wie im Falle von Gruppen-C*-Algebren gilt folgender Satz:
Ist {\displaystyle (A,G,\alpha )} ein C*-dynamisches System mit mittelbarer Gruppe {\displaystyle G}, so ist die linksreguläre Darstellung {\displaystyle A\ltimes _{\alpha }G\rightarrow A\ltimes _{\alpha r}G} ein Isomorphismus.
Speziell für kompakte und für abelsche Gruppen (wichtiger Spezialfall {\displaystyle \mathbb {Z} }) muss man also nicht zwischen {\displaystyle A\ltimes _{\alpha }G} und {\displaystyle A\ltimes _{\alpha r}G} unterscheiden, denn diese Gruppen sind mittelbar.

## Klassische dynamische Systeme
Klassische dynamische Systeme sind Operationen der Gruppe {\displaystyle \mathbb {Z} } auf einem kompakten Hausdorffraum {\displaystyle X}. Genauer ist ein Homöomorphismus {\displaystyle \sigma \colon X\rightarrow X} gegeben, und dieser definiert die Gruppenoperation {\displaystyle \mathbb {Z} \times X\rightarrow X,(n,x)\mapsto \sigma ^{n}(x)}.
{\displaystyle \sigma } definiert auch einen Automorphismus auf der C*-Algebra {\displaystyle C(X)} der stetigen Funktionen {\displaystyle X\rightarrow \mathbb {C} }, der {\displaystyle f\in C(X)} auf  {\displaystyle f\circ \sigma ^{-1}} abbildet.
Damit liegt ein C*-dynamisches System {\displaystyle (C(X),\mathbb {Z} ,\alpha )} vor, wobei {\displaystyle \alpha _{n}(f)=f\circ \sigma ^{-n}}.
Es können dann Beziehungen zwischen dem klassischen dynamischen System {\displaystyle (X,\sigma )} und der C*-Algebra {\displaystyle C(X)\ltimes _{\alpha }\mathbb {Z} } aufgestellt werden.
Der Prototyp dieser Konstruktion ist die irrationale Rotationsalgebra.